# 142275 Simonyi
142275 Simonyi è un asteroide della fascia principale. Scoperto nel 2002, presenta un'orbita caratterizzata da un semiasse maggiore pari a 2,5632365 UA e da un'eccentricità di 0,0634021, inclinata di 21,77593° rispetto all'eclittica.
L'asteroide è titolato a Károly Simonyi, fisico e scrittore ungherese molto noto in patria anche per la sua attività divulgativa e padre di Charles Simonyi.